# Бразил (Индијана)
Бразил (енгл. Brazil) град је у америчкој савезној држави Индијана.

## Демографија
По попису из 2010. године број становника је 7.912, што је 276 (-3,4%) становника мање него 2000. године.
| Група             | 2000.         | 2010.         |
| Белци             | 7.978 (97,4%) | 7.614 (96,2%) |
| Афроамериканци    | 52 (0,6%)     | 51 (0,6%)     |
| Азијати           | 14 (0,2%)     | 37 (0,5%)     |
| Хиспаноамериканци | 50 (0,6%)     | 123 (1,6%)    |
| Укупно            | 8.188         | 7.912         |